# قلعه‌کوی (آماسیه)
قلعه‌کوی (به ترکی استانبولی: Kaleköy) یک منطقهٔ مسکونی در ترکیه است که در آماسیه واقع شده‌است.